# The Foggy Dew
«The Foggy Dew» (La niebla del amanecer) es una balada irlandesa compuesta por Canon Charles O’Neill para conmemorar el Alzamiento de Pascua de 1916.  

## Uso durante el Alzamiento de Pascua
Aproximadamente 210 000 irlandeses se alistaron y sirvieron en las fuerzas británicas durante la Primera Guerra Mundial. Esto creó sentimientos encontrados entre muchos irlandeses, particularmente entre aquellos con simpatías nacionalistas. Si bien apoyaron ampliamente el esfuerzo bélico británico, también sintieron que una de las justificaciones morales para la guerra, la «libertad de las naciones pequeñas» como Bélgica o el Reino de Serbia, también debería aplicarse a Irlanda, que en ese momento estaba bajo dominio británico. La masacre en Galípoli en 1915 de los jóvenes irlandeses, principalmente de clase media, que se habían alistado en respuesta al llamado de John Redmond puso a muchas personas en contra de la guerra.
En 1916, los patriotas irlandeses liderados por James Connolly y Patrick Pearse, aprovechando que Gran Bretaña estaba preocupada por la Primera Guerra Mundial, se apoderaron de algunos de los edificios más importantes de Dublín, incluida la Oficina General de Correos, mientras que otros salieron a la luz en Ashbourne y Galway en el Levantamiento de Pascua. La brutal respuesta al levantamiento y la posterior ejecución de sus líderes marcaron un punto de inflexión para muchos irlandeses. La repulsión pública por las ejecuciones se sumó a la creciente sensación de alienación respecto del gobierno británico.
El clérigo O'Neill reflejó este sentimiento cuando escribió The Foggy Dew, en conmemoración de los pocos cientos de hombres valientes que se habían levantado contra lo que entonces era el imperio más poderoso del mundo. En 1919 asistió a la primera sesión del nuevo Parlamento irlandés, el Dáil. Se pronunciaron los nombres de los miembros electos, pero muchos estaban ausentes. Sus nombres fueron respondidos con la respuesta faoi ghlas ag na Gaill – «encerrado por el extranjero».
Estos acontecimientos tuvieron un profundo efecto en O'Neill y algún tiempo después escribió The Foggy Dew, contando la historia del Levantamiento de Pascua y reflejando los pensamientos de muchos irlandeses de la época que ahora creían que los irlandeses que lucharon por Gran Bretaña durante el La guerra debería haberse quedado en casa y luchar por la independencia de Irlanda.
O'Neill resume este sentimiento en la frase «Era mucho mejor morir bajo un cielo irlandés que en Suvla o Sud el Bar».

## Letra
| «The Foggy Dew» As down the glen one Easter morn To a city fair rode I There Armed lines of marching men In squadrons passed me by No pipe did hum no battle drum Did sound its loud tattoo But the Angelus Bell o'er the Liffey's Swells rang out in the foggy dew Right proudly high in Dublin Town Hung they out a flag of war 'Twas better to die 'neath an Irish sky Than at Suvla or Sud-El-Bar And from the plains of Royal Meath Strong men came hurrying through While Britannia's Huns, with their great big guns[1] Sailed in through the foggy dew 'Twas England bade our wild geese go, That small nations might be free Their lonely graves are by Suvla's waves Or the fringe of the great North Sea Oh, had they died by Pearse's side Or fought with Cathal Brugha Their names we'd keep where the Fenians sleep, 'Neath the shroud of the foggy dew Their bravest fell, and the Requiem bell Rang mournfully and clear For those who died that Eastertide In the springing of the year While the world did gaze, with deep amaze, At those fearless men, but few Who bore the fight that freedom's light might Shine through the foggy dew And back through the glen I rode again, My heart with grief was sore For I parted then with valiant men Whom I shall never see n'more But to and fro in my dreams I go And I kneel and pray for you For slavery fled, O glorious dead, when you fell in the foggy dew | «'El Rocío de niebla» Mientras bajaba por la cañada una mañana de Pascua Hacia una feria de la ciudad cabalgué. Sus filas armadas de hombres en marcha. En escuadrones me pasaron Ninguna gaita zumbó, ningún tambor de guerra sonó Sono su tatuaje de pavor Pero la campana del Ángelus sobre las olas del Liffey sonó en el rocío de niebla Orgullosamente en lo alto del pueblo de Dublín Colgaron la bandera de guerra. 'Era mejor morir bajo un cielo irlandés Que en Suvla o Sud-El-Bar Y desde las llanuras de Royal Meath Hombres fuertes llegaron apresurados Mientras los hunos británicos, con sus grandes armas[1] navegaban a través del rocío de niebla Fue Inglaterra quien ordenó que se fueran nuestros gansos salvajes, :para que las naciones pequeñas pudieran ser libres. Sus tumbas solitarias están junto a las olas de Suvla O la franja borde del gran Mar del Norte. Oh, si hubieran muerto al lado de Pearse O hubieran luchado con Cathal Brugha. sus nombres guardaremos donde duermen los fenianos, bajo el velo del rocío de niebla. Los más valientes cayeron, y la campana solemne Sonó triste y clara. Para aquellos que murieron esa pascua en la primavera del año. Mientras el mundo miraba, con profundo asombro, A aquellos hombres valientes, verdaderos Quiénes lucharón para que la luz de la libertad Pueda brillara a través del rocío de niebla Y de regreso por la cañada cabalgué de nuevo, Mi corazón estaba dolorido. Porque entonces me separé de hombres valientes A quienes nunca volveré a ver. Pero de un lado a otro en mis ideas voy Y me arrodillo y rezo por ti. Por la esclavitud que huyó, Oh gloriosos muertos, cuando caíste en el rocío de niebla |

1: Hay versiones de la canción en la que dice ``long range guns´´ (armas de largo alcance).